# 8152 Martinlee
8152 Martinlee este o planetă minoră (asteroid), cu un diametru de 7,858 km, din centura de asteroizi. A fost descoperită pe 3 noiembrie 1986 la Observatorul Kleť de Antonín Mrkos și a fost numită după Martin R. Lee⁠(d). 
Obiectul prezintă o orbită caracterizată de o semiaxă mare de 2,3582513 UAi, o excentricitate de 0,22, o înclinație de 3,98293 ° în raport cu ecliptica.